# Ferris wheel on fire
Ferris wheel on fire is een EP van de Amerikaanse indierockgroep Neutral Milk Hotel uit 2011. 

## Achtergrond
De EP bestaat uit acht akoestische nummers die zijn geschreven in de periode 1992-1996. Vijf nummers waren voorheen slechts live ten gehore gebracht (Oh sister, Ferris wheel on fire, Home, I will bury you in time en My dreamgirl don't exist), twee nummers zijn heropnames van nummers die oorspronkelijk verschenen op het album On Avery Island (April 8th en A baby for pree / Glow into you) en één nummer verscheen eerder als B-kant van de single Holland, 1945 (Engine).
Het gros van de nummers zijn solo-opnames van Jeff Mangum op zang en akoestische gitaar; Robert Schneider speelt een korte melodicasolo op Home en Julian Koster speelt zingende zaag op Engine. Het slotnummer My dream girl don't exist is een liveopname uit 1996.
Het album is slechts verkrijgbaar als onderdeel van de Neutral Milk Hotel vinyl boxset. Tijdens de reünietournee van 2013-2015 werd het album ook apart verkocht.

## Nummers
Alle muziek en teksten zijn geschreven door Jeff Mangum. 
| Nr. | Titel                | Duur |
| --- | -------------------- | ---- |
| 1.  | Oh sister            | 3:36 |
| 2.  | Ferris wheel on fire | 3:46 |
| 3.  | Home                 | 2:04 |
| 4.  | April 8th            | 2:32 |

| 5.                 | I will bury you in time         | 2:12 |
| 6.                 | Engine                          | 2:55 |
| 7.                 | A baby for pree / Glow into you | 2:46 |
| 8.                 | My dream girl don't exist       | 3:51 |
| Totale duur: 23:46 |                                 |      |

## Bezetting
- Jeff Mangum – gitaar, zang, ontwerp albumhoes, collage achterzijde
- Robert Schneider – melodica
- Julian Koster – zingende zaag
- Craig Morris – geluidstechniek
- Veronica Trow – uitvoerende productie
- Marke Ohe – ontwerp albumhoes, collage achterzijde